# Teràpia intravenosa

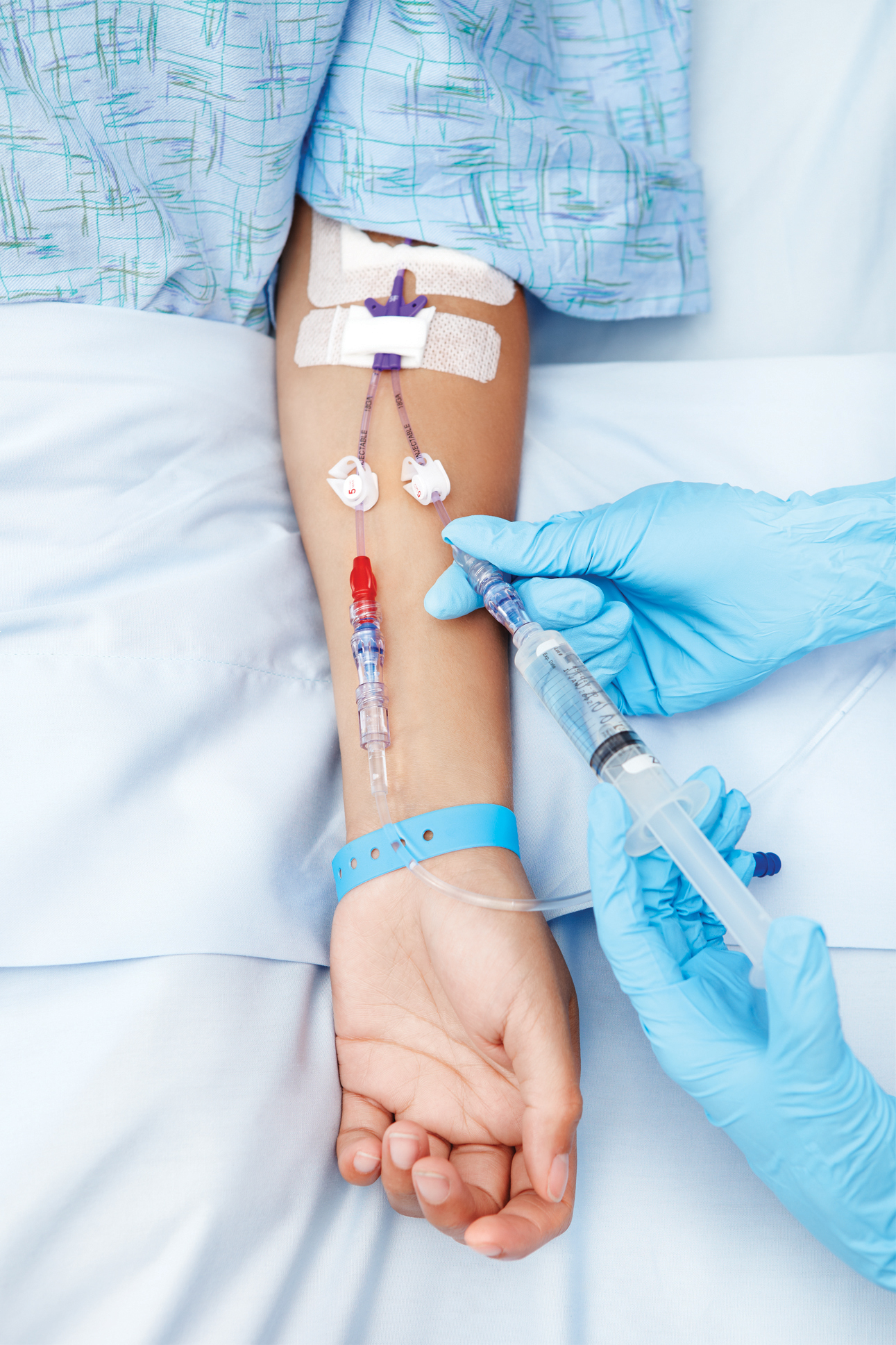
Teràpia intravenosa: Administració d'un fàrmac per via intravenosa.

La teràpia intravenosa o teràpia endovenosa és la infusió de substàncies líquides directament en una vena. La paraula intravenosa simplement significa "dins la vena". Es coneix comunament com un gota a gota, ja que molts sistemes d'administració empren un degotador (un aparell sanitari que consta d'un tub connectat per un extrem al flascó d'infusió i per l'altre al punt d'entrada venós i d'un dispositiu que fa possible visualitzar la caiguda de les gotes així com regular la seva velocitat), el qual impedeix que l'aire entri al torrent sanguini (embòlia gasosa) i permet una estimació de la taxa de flux. La injecció intravenosa o injecció endovenosa seria l'administració d'un fàrmac amb l'ús del degotador o sense.
També existeixen molts models de bombes automàtiques d'infusió contínua, alguns amb programari programable incorporat. Aquesta tecnologia s'utilitza per administrar de forma domiciliària determinats tractaments.
La teràpia intravenosa es pot utilitzar per corregir trastorns electrolítics, per administrar medicaments, per efectuar una transfusió de sang, per mantenir la volèmia o en la reposició de líquids per corregir, per exemple, la deshidratació. La teràpia intravenosa també pot ser utilitzada per la quimioteràpia (tractament per a qualsevol tipus de càncer).
En comparació amb altres vies d'administració, la via intravenosa és la forma més ràpida d'administrar líquids i medicaments al cos.
L'ús d'aquesta via requereix prendre certes mesures de precaució de forma rigorosa per tal d'evitar possibles complicacions, com ara:
- Complicacions no infeccioses:
  - Locals: flebitis, trombosi de la vena, hematoma, infiltració-extravasació del líquid, oclusió del catèter. ·
  - Sistèmiques: embolisme gasós, xoc per excés de flux, edema pulmonar, reacció al·lèrgica.
- Complicacions infeccioses:[5] contaminació/colonització bacteriana del catèter o l'agulla, bacterièmia/sèpsia relacionada amb l'instrument de punció o el catèter, infecció del punt d'inserció de la via, infecció relacionada amb el material infós.
- Altres complicacions: punció arterial, lesió d'un nervi adjacent, hemotòrax/pneumotòrax.

Cal també que els professionals sanitaris segueixen els procediments de seguretat establerts i tinguin a l'abast els dispositius adequats per protegir-se de les ferides i infeccions produïdes accidentalment durant el maneig de l'instrumental.